# اوکرینک
اوکرینک (به چکی: Okřínek) یک منطقهٔ مسکونی در جمهوری چک است که در ناحیه نیمبورک واقع شده‌است.